# Forte Col de le Bene
Il forte colle delle benne o anche forte San Biagio (nome attribuito dagli italiani) è uno dei forti austro-ungarici facente parte della Fortezza di Trento (Festung Trient). Esso è situato nei pressi della località Ronchi del Col de le Bène nel territorio comunale di Levico Terme, in provincia di Trento. Il forte appartiene allo "Sbarramento di Tenna" del "Subrayon III" del grande sistema di fortificazioni austriache al confine italiano.

## Posizione geografica

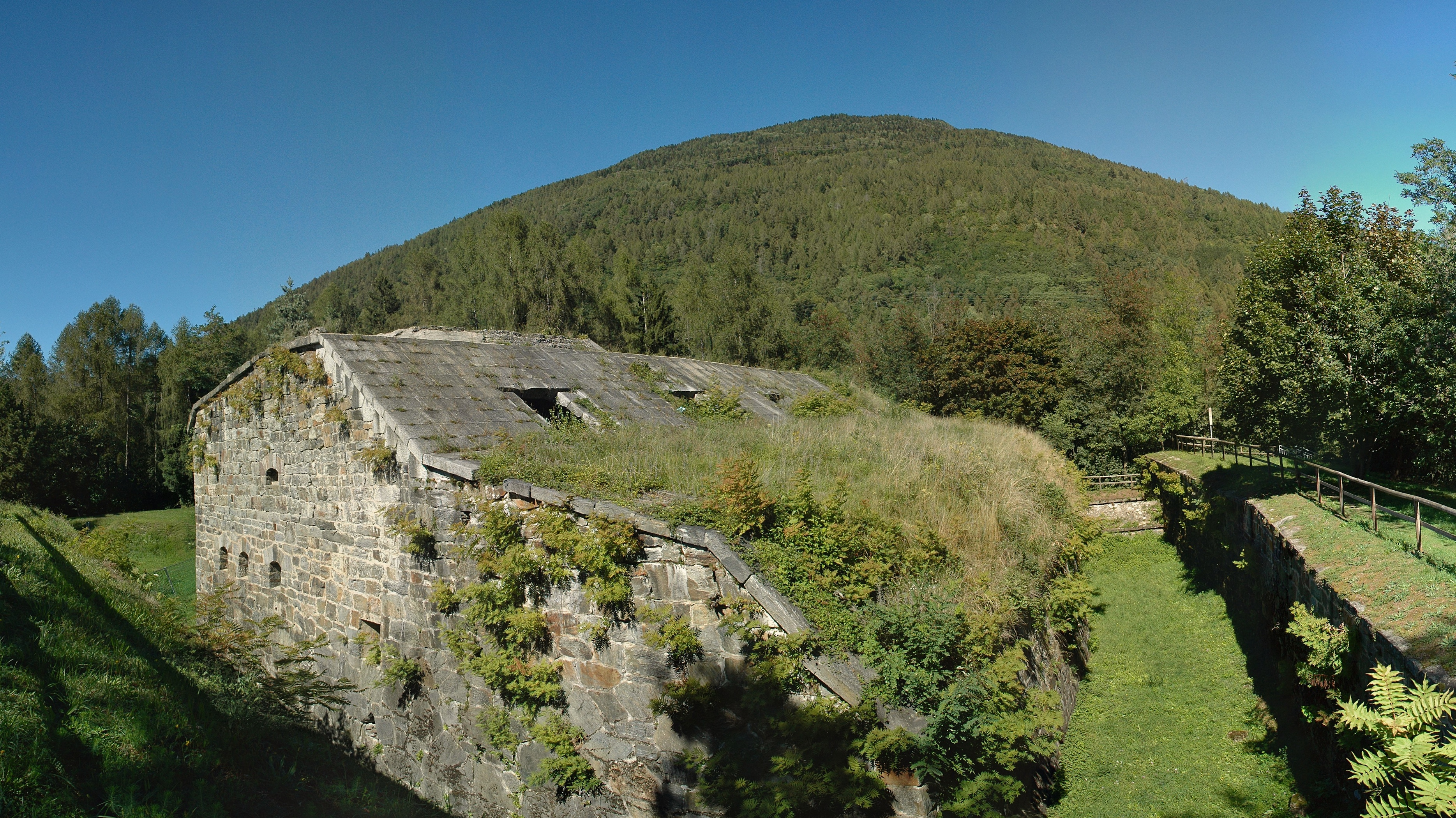
Il forte prima del restauro

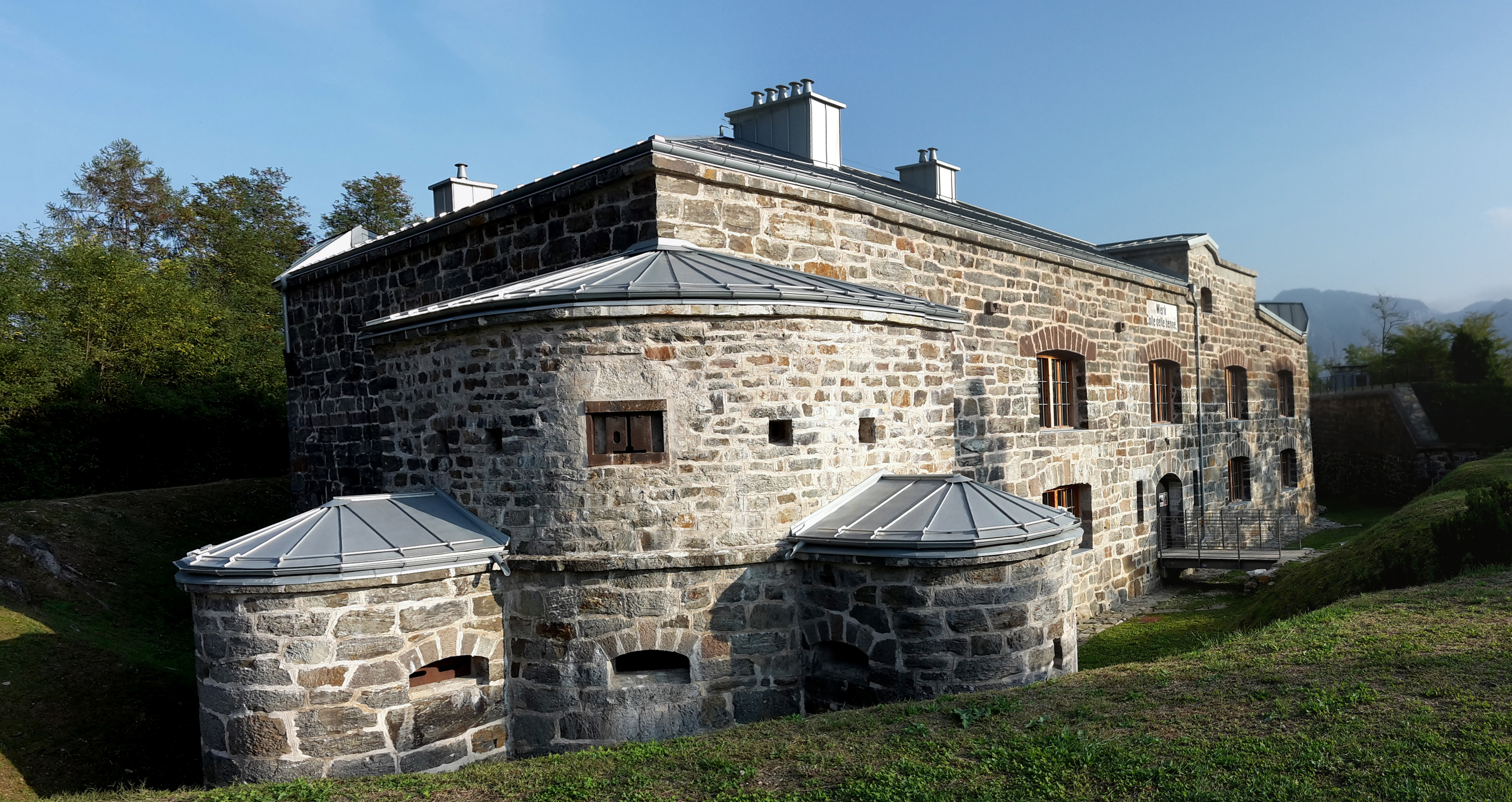
Il forte oggigiorno

Il forte si trova sulla collina delle Benne, a un'altitudine di 660 metri s.l.m. Data la sua posizione, esso domina il lato nord del sottostante lago di Levico e parte della Valsugana alta. Altra parte della vallata, lungo la sponda sud del lago, vi trova invece un'opera gemella, il forte Tenna, posto sulla sommità della collina dove si trova il comune di Tenna.
La struttura fortificata occupa 20 765 metri quadrati che ricadevano nei territori comunali di Levico, ma anche di Pergine. Solamente il forte occupa invece 240 metri quadri.

## Storia

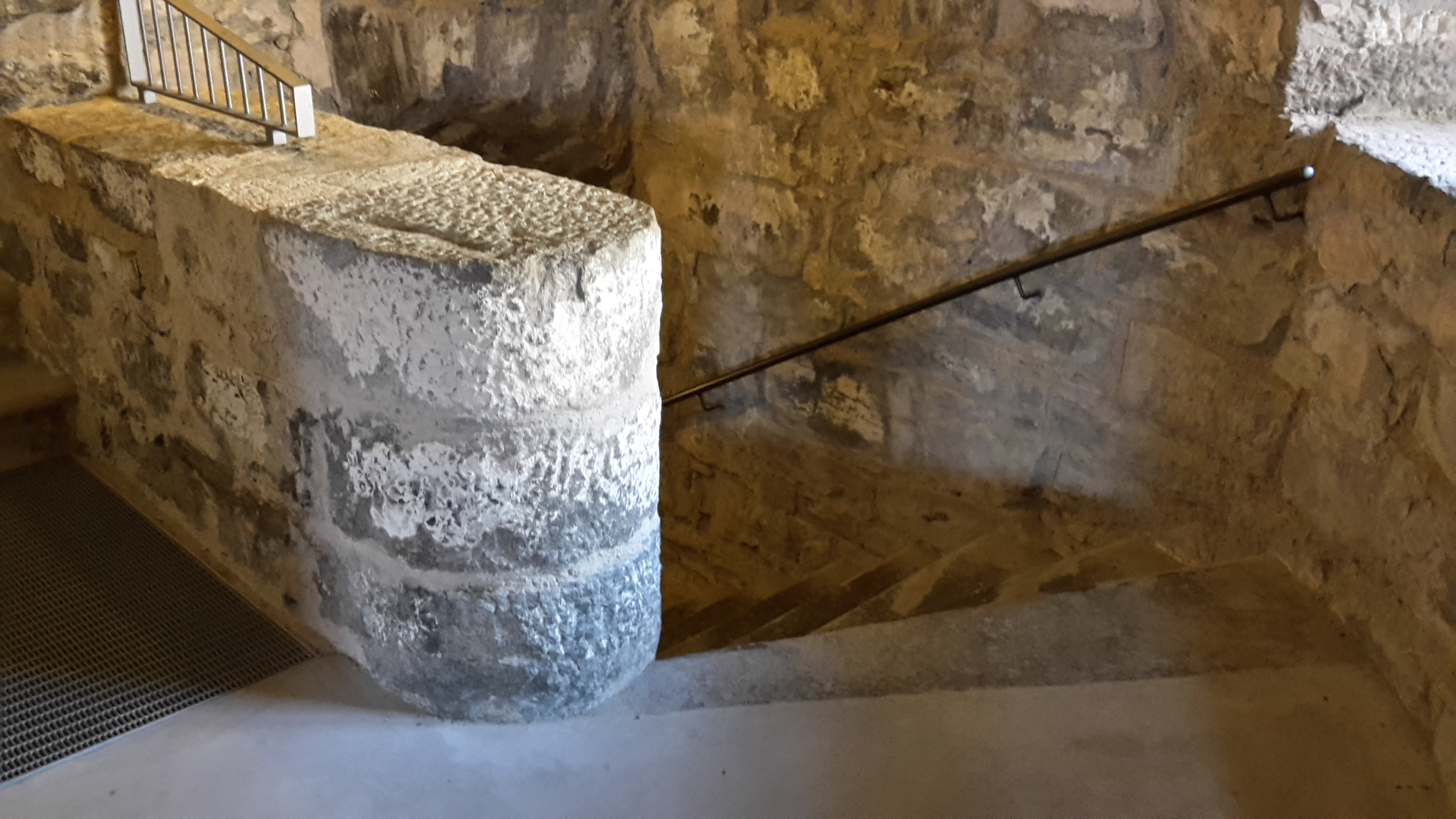
Vista delle scale interne

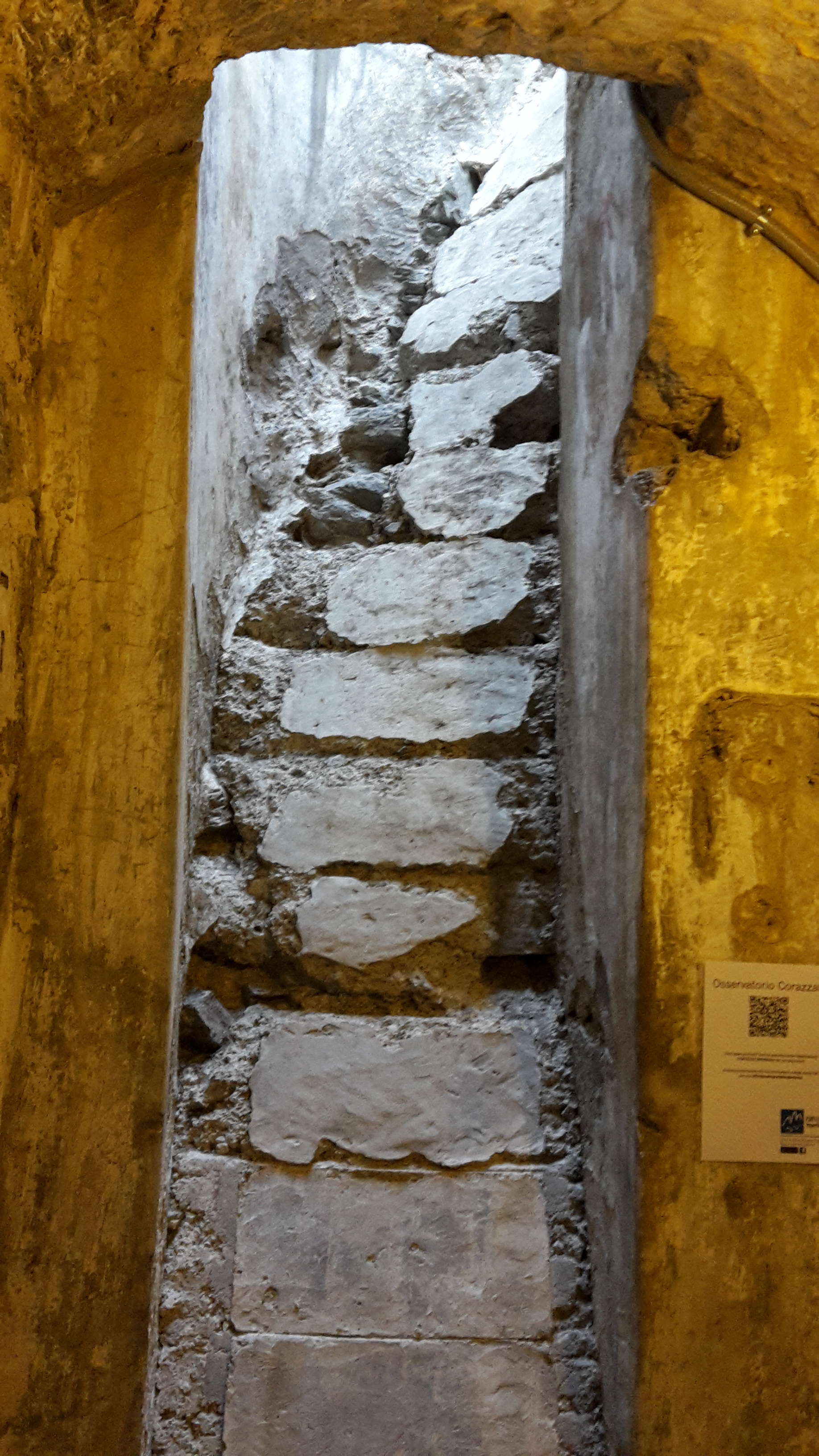
Accesso alla torretta

La struttura della opera presenta delle impronte dei fossati, dei terrapieni e delle controscarpe. La sua base, presenta un andamento a poligono.
Sul fianco nord, si trova un contrafforte con corpo esterno corazzato, mentre verso il piazzale d'ingresso vi sono due finestroni a forma d'arco, sopra cui si trovano due feritoie, una per lato.
Sopra il finestrone centrale si trova la scritta, che recita Werk Colle delle Benne.
Il forte internamente assomigliava alle strutture tipiche dei forti austro-ungarici della fine del XIX secolo, presentando 4 livelli, compresi i sotterranei, con ben 47 stanze.
La sua funzione, assieme ai suoi piccoli appostamenti, era quella di presidiare la strada della Valsugana, tra Levico e Pergine.
Tra il 1902 e il 1915, il forte fu aggiornato ed ampliato, aggiungendo la strada che giunge al forte partendo dalla località "Visintainer" (tra Levico e Pergine) e alcuni ricoveri in roccia e fortini blindati (Traditoren). Uno sul fianco nord del dosso, verso il maso Lazzaretti, e uno a sud, verso il maso Mosele. Inoltre vi era uno sbarramento della strada sottostante (oggi strada provinciale n. 228), con alcune casematte in cemento.
Attorno al forte vi era una linea di trincee, con apposita mulattiera, che risaliva fino alla Busa Granda (a 1500 m) vicino a Vetriolo.
Come altri forti austriaci, questo era dotato di un centralino telefonico, un generatore con motore a benzina, un congegno per le comunicazioni ottiche, alcuni riflettori, cisterne per l'acqua piovana e cosa maggiormente importante per il forte, alcuni ricoveri stagni per le preservare le munizioni.
Il forte era presidiato dal distaccamento del k.k. Landesschützenregiments „Bozen“ numero II e dal Festungsartilleriebataillone numeri 1 e 8.
Il forte, dopo la fine del conflitto mondiale, fu dapprima dismesso dal Demanio Militare Italiano nel 1931 (R.D. 10-12-1931, n.1704), ed in seguito venduto per il costo di 3.000 lire al comune di Levico, in data 13 ottobre 1933.
Dato il suo stato di abbandono, che lo ha portato ad essere un rudere, dal 2010, si stanno effettuando dei lavori di recupero e restauro del forte, per un costo stimato di 1.003.755,92 euro. Il progetto è dell'architetto Gino Malacarne di Ferrara e i lavori vengono svolti dalla ditta Moletta di Meano.
I lavori di ristrutturazione si sono conclusi nell'estate del 2014; da allora il forte è periodicamente visitabile, anche attraverso visite guidate.

## Armamento
Il forte prevedeva un armamento di:
- 2 obici da 10 cm M 05 posti in cupole blindate girevoli;
- una cupola fissa, utilizzata come osservatorio;
- 4 cannoni da 12 cm M 80 posti in casamatta blindata, con feritoie ad apertura minima.

Subito dopo lo scoppio della guerra, ovvero agli inizia del 1915, il forte fu considerato vecchio e quindi parzialmente disarmato:
- i cannoni vennero ricollocati nelle vicinanze del forte.
- i due obici con le cupole vennero invece posti in una batteria in caverna sulla Busa Grande. La cupola osservatorio fu collocata sulla vetta del Monte Celva assieme alle due cupole M 80 tolte dal forte Tenna. La foto in BN ne documenta lo smontaggio dal forte.

Infatti, il forte durante la guerra, servì più che altro come osservatorio e come deposito.

## Come raggiungerlo
Si può giungere al forte partendo dal centro storico di Levico Terme procedendo da via San Biagio che perdendo l'asfaltatura conduce al colle della benne, ove su erge la struttura fortificata. La via è pedonale
In realtà esiste una seconda possibilità, che porta al forte su di una maggiormente comoda stradina, che parte dalla località "Visintainer". La via è aperta alle auto ma molto stretta e non asfaltata.

## Galleria d'immagini

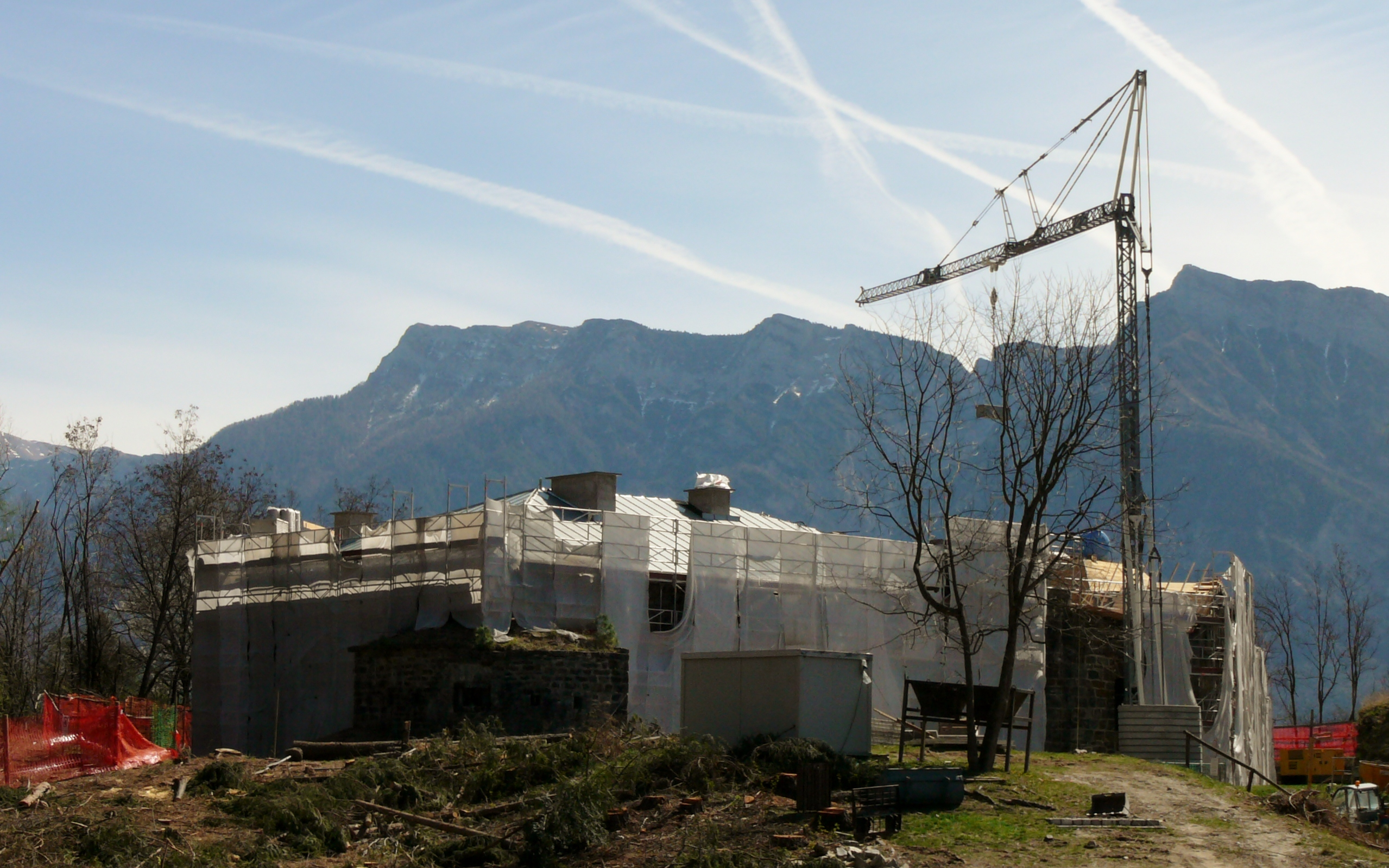
Il forte durante i lavori di restauro (marzo 2012)
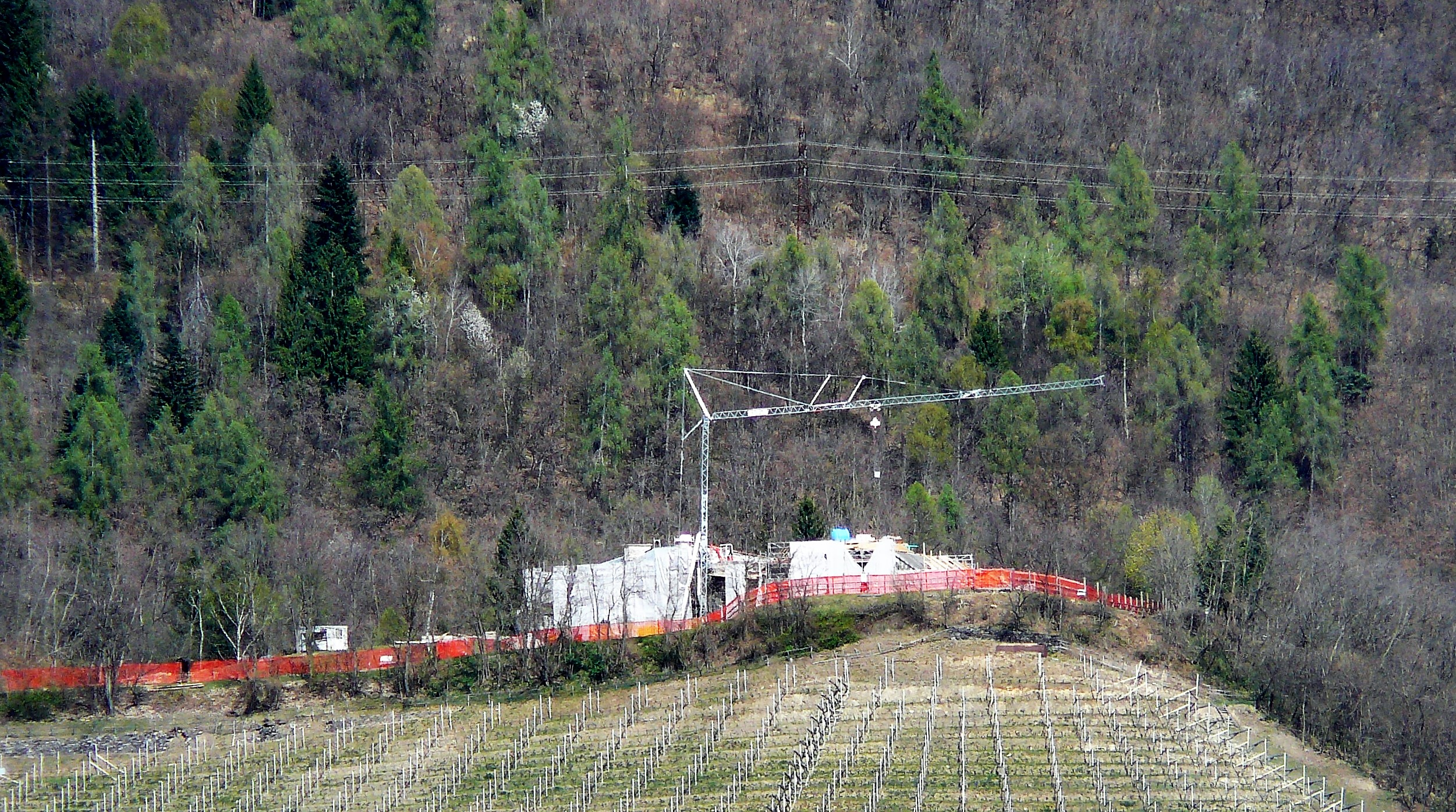
Il forte visto dal gemello forte Tenna
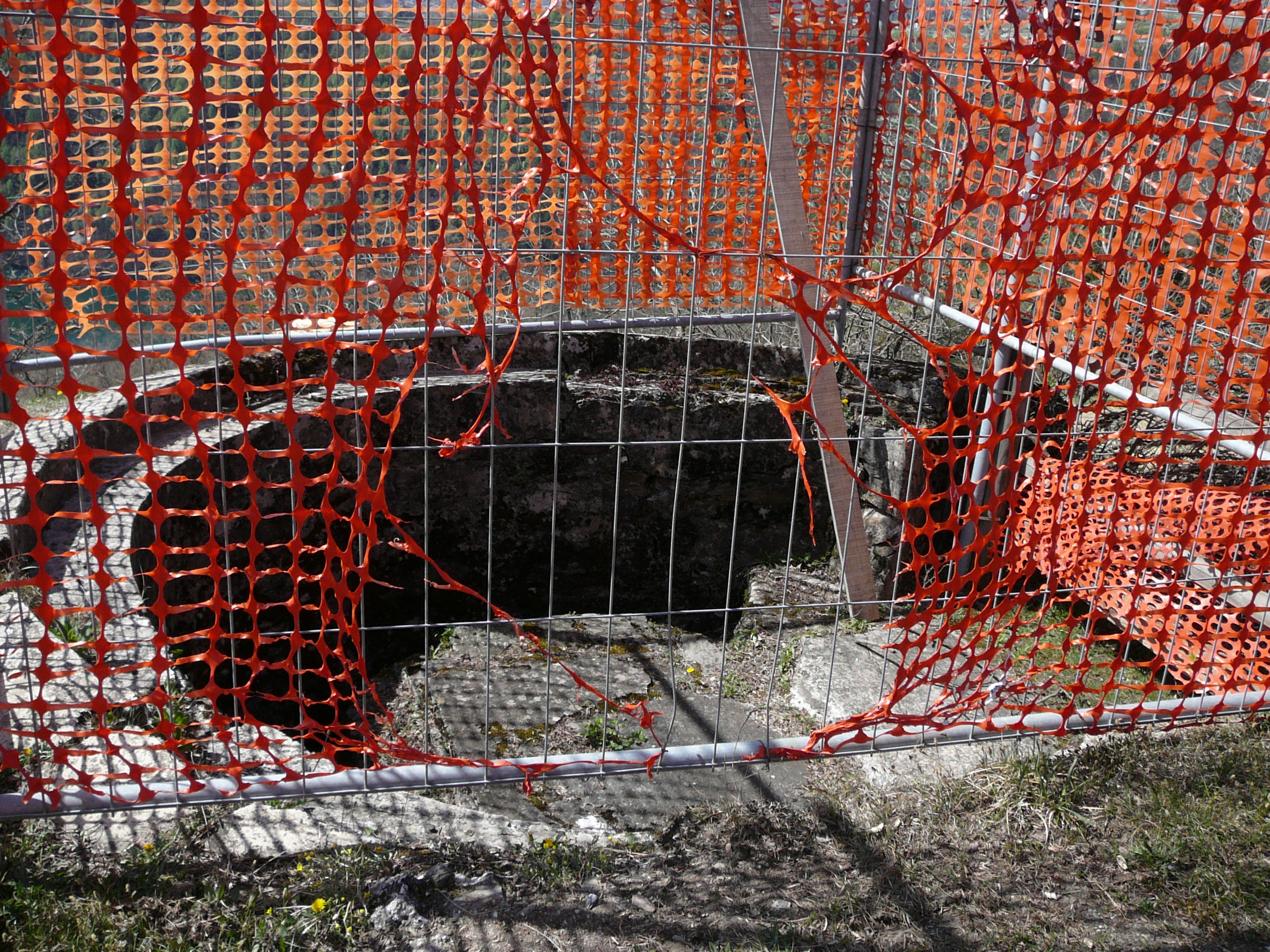
Una delle postazioni per l'artiglieria in fase di restauro